# Villa Wartholz
Vila Wartholz (německy Villa Wartholz, či také Château Wartholz) je historická císařsko-královská vila v dolnorakouské obci Reichenau an der Rax.

## Historie
Jméno stavby pochází od pozdně gotických božích muk z doby kolem roku 1500.
Vila Wartholz byla vystavěna v letech 1870 až 1872 v historizujícím slohu stavitelem Heinrichem Missongem podle plánu Heinricha von Ferstela. Zadavatelem stavby pro rekreační účely byl arcivévoda Karel Ludvík, jenž zde trávil mnoho času na lovech. Vila je situována tak, aby skýtala výhled do celého údolí. Karel Ludvík později nechal postavit ještě horskou chatu Karla Ludvíka na jednom z vrcholů Rakousu.
Poté, co byla do Rychnov zavedena trať Südbahn (Rakousko), stala se obec turistickým cílem vyšší společnosti, jež se zde mohla setkat se členy císařské rodiny, dalšími členy aristokracie, tehdejšími umělci či vědci. V souvislosti s tím zde vznikala další honosná sídla, jako například zámek Rothschild.

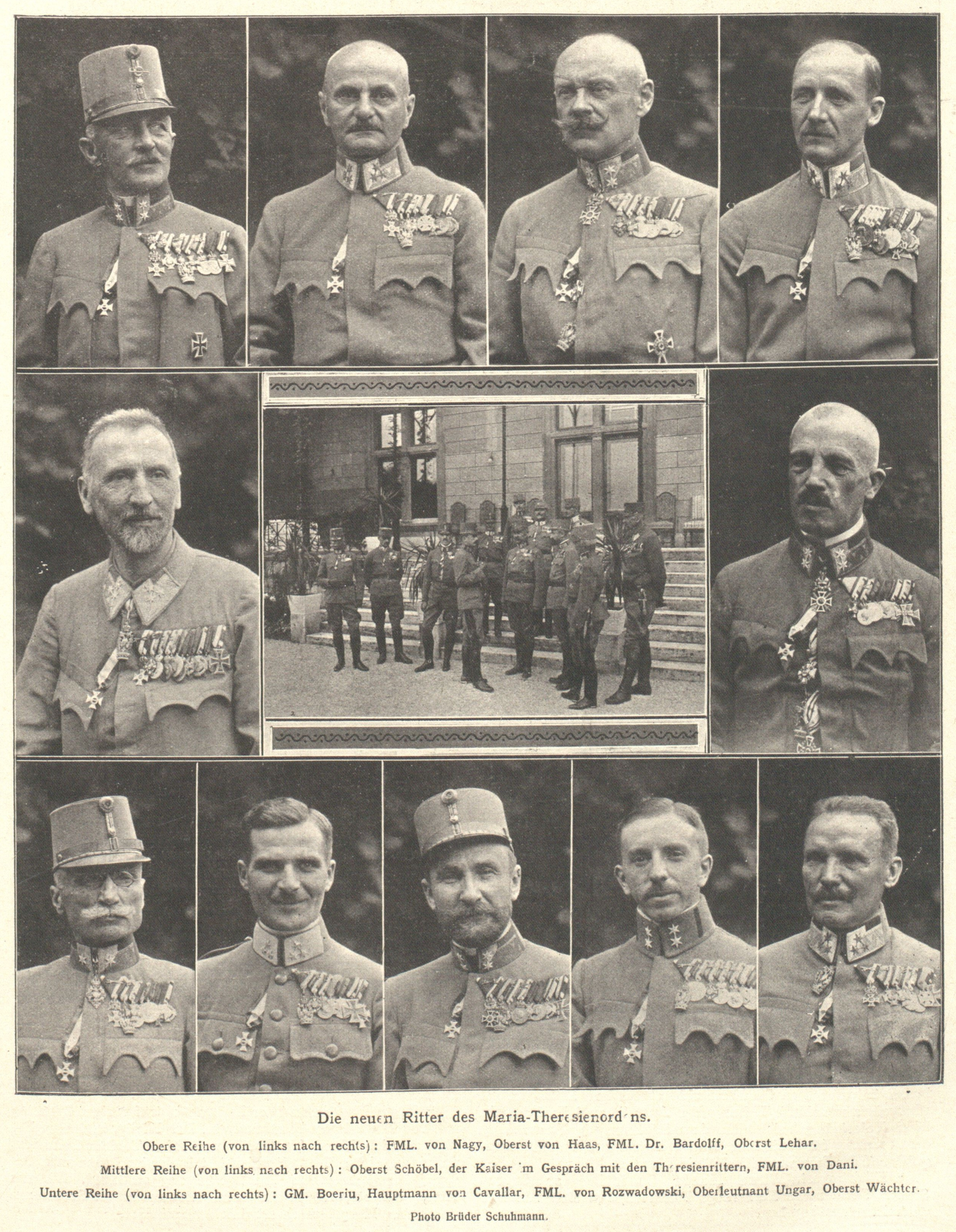
Noví členové Vojenského řádu Marie Terezie, 1918.

Ve vile také žil císař Karel I. s manželkou císařovnou Zitou. Zde roku 1912 spatřil světlo světa jejich prvorozený syn, korunní princ Otto, ve zdejší kapli byl pokřtěn a byl u svého prvního přijímání.
Císař Karel zde 17. srpna 1917 oslavil své první narozeniny od vypuknutí „velké války“, ve společnosti nově přijatých členů Vojenského řádu Marie Terezie (pět důstojníků, dvacet rytířů), mezi nimi arcivévoda Josef Ferdinand, polní maršál Hermann Kövess, generálové Viktor von Dankl, Arthur Arz von Straußenburg, Wenzel von Wurm, nebo Gottfried Banfield. Stejná událost se opakovala o rok později.
Po válce zůstala vila v držení habsbursko-lotrinské rodiny. Roku 1973 ji tehdejší hlava rodiny Otto Habsbursko-Lotrinský prodal dolnorakouské zemské vládě. Ta v roce 1982 vilu přeprodala jistému architektovi, který zde chtěl vytvořit památník císaře Karla I., projekt však nebyl realizován a nemovitost musela být znovu prodána.
Roku 2001 se stala vila součástí majetku vlastníka přilehlých zahrad a byla restaurována.